# Минезанг (немачка књижевност)
Минезанг (нем. Minnesang, „Љубавне песме”) је најстарија уметничка лирика световног карактера писана на немачком језику. Развио се у Немачкој и Аустрији почетком 12. века и представљао је писане песме са љубавном тематиком (нем. Minnelied), које су изводили минезенгери (нем. Minnesänger).
Минезанг име добија по старонемачкој речи Minne, која је значила љубав, а творци ове световне поезије су били ваганди — путујући песници, луталице, бивши манастирски ђаци као и пропали студенти.

## Историја
Постоји више теорија о настанку минезанга. Дуго се сматрало да води порекло од провансалских трубадура из Француске, али поједини теоретичари тврде да води порекло од Арапске љубавне лирике, која се у 9. и 10. веку изводила на дворовима у Шпанији. На минезанг је утицала и поезија на латинском, па је као инспирација послужила тема љубави какву је и сам Овидије разуме — пожртвовано служење изабраници.
Током ране фазе минезанга се развијају два центра: дунавски и рајнски. Најстарији текстови датирају из 1150. године, а међу првим минезенгерима се сматрају Киренберг (нем. Der von Kürenberg) и Дитмар фон Ајст (нем. Dietmar von Aist), најпознатији представници дунавског центра, у ком је снажан утицај француске трубадурске лирике. Са друге стране су за рајнски центар карактеристични провансалса осећања и трувери са југа Француске. Представници ове групе су Фридрих вон Хаузен (нем. Friedrich von Hausen) и Хајнрих вон Фелдеке (Heinrich von Veldeke).

## Одлике минезанга
Паралелно са минезангом се развија и витешка култура, због чега су носиоци ове лирике дворски певачи, витезови или ритери. Основна тематика минезанга је унутрашња борба између витешког кодекса части, који је подразумевао храброст, одмереност, постојаност као и верност Богу и владару, али са друге стране и верност изабраници — дворској дами, којој је могао да се диви само из даљине и према којој је потискивао осећања. Витез је у песмама опевавао њену спољашњу и унутрашњу лепоту, исказивао дивљење, а став дворске даме се мењао са временом развоја минезанга — у рaном минезангу она такође исказује своја осећања, док у високом минезангу она представља хладну, дистанцирану и често охолу особу. У класичној фази минезанга човек тежи ослобођењу аскетских стега. У позној фази су у центру село и свет сељака.
Написавши текст, минезенгери компонују своје песме и заиста их певају, али данас нема сачуваних података о мелодијама, већ само написани стихови.

## Форма
Посебна пажња се посвећивала форми, због чега су ритам, метрика и стилска средства била значајна за допринос мелодичности.
По форми се разликују:
1. Lied — врста лирске песме најсличнија канцони.
2. Leich — врста лирске песме слична Лиду али обимније и сложеније форме
3. Spruch — врста дидактичке песме којом су се преносиле разне поруке

Према садржају се разликују:
1. Minnelied — дивљење (недостижној) дами
2. Mädchenlied — „женски стихови” у којима се жена или девојка најчешће жали због одласка или неверства вољеног
3. Naturlied — песме о природи
4. Botenlied — песме о весницима у којима гласним обавештава заљубљене да је време да се растану
5. Tagelied — јутарње песме у којима је описан растанак двоје заљубљених (наставак Botenlied)
6. Klagelied — тужбалице
7. Loblied — похвалне песме
8. Scheltlied — погрдне песме
9. Kreuzzuglied — песме у којима су тема крсташки ратови

## Значајни немачки минезенгери
Рани минезанг
- Фридрих фон Хаузен (Friedrich von Hausen)
- Хајнрих VI (Henry VI, Holy Roman Emperor)
- Хајнрих фон Фелдеке (Heinrich von Veldeke)
- Рајнмар Фидлер (Reinmar der Fiedler)
- Шперфогел (Spervogel)

Класични минезанг
- Албрехт фон Јохансдорф (Albrecht von Johansdorf)
- Бернгер фон Хорхајм (Bernger von Horheim)
- Готфрид фон Штразбург (Gottfried von Strassburg)
- Хартман фон Ауе (Hartmann von Aue)
- Хајнрих фон Морунген (Heinrich von Morungen)
- Рајнмар фон Хагенау (Reinmar von Hagenau)
- Валтер Фугелвајд (Walther von der Vogelweide)
- Волфрам фон Ешенбах (Wolfram von Eschenbach)

Позни минезанг
- Рајнмар фон Брененберг (Reinmar von Brennenberg)
- Регенбоген (Regenbogen)
- Фридрих фон Зоненбург (Friedrich von Sonnenburg)
- Готфрид фон Најфен (Gottfried von Neifen)
- Хајнрих фон Мајсен (Heinrich von Meissen)
- Хуго фон Монтфорт (Hugo von Montfort)
- Конрад фон Вирцбург (Konrad von Würzburg)
- Најдхарт (Neidhart)
- Ото фон Ботенлаубен (Otto von Botenlauben)
- Рајнмар фон Цветер (Reinmar von Zweter)
- Хаварт (Hawart)
- Зускинд фон Тримберг (Süßkind von Trimberg)
- Танхојзер (Der Tannhäuser)
- Улрих фон Лихтенштајн (Ulrich von Liechtenstein)
- Валтер фон Клинген (Walther von Klingen)
- Јоханес Хадлауб (Johannes Hadlaub)
- Мускатблут (Muskatblüt)
- Висенло (Der von Wissenlo)

- Освалд фон Волкенштајн (Oswald von Wolkenstein)

## Примери Minnelied
Средњевисоко немачки Српски
Dû bist mîn, ich bin dîn: Ти си моја, ја сам твој -
des solt dû gewis sîn. То сигурно знаш.
dû bist beslozzen Закључана си
in mînem herzen. У срцу мом.
verlorn ist das slüzzelîn: Кључ је изгубљен
dû muost immer drinne sîn! Бићеш заувек тамо.

## Види и
- Високи средњи век
- Немачка књижевност
- Витешки роман